# Utbildning i Norge
Utbildning i Norge är obligatorisk för alla barn i åldrarna 6–16 år. Före 1997 startade den obligatoriska utbildningen vid 7 års ålder. Läsåret i Norge löper från slutet av augusti till mitten av juni det kommande året. Jullovet delar upp det norska läsåret i två terminer.

## Historia
Organiserad utbildning i Norge daterar sig till medeltiden. Kort efter att Norge 1152 blev ett eget kyrkligt stift grundades katedralskolor för att utbilda präster i Trondheim, Oslo, Bergen och Hamar.
Efter reformationen i Norge 1537 (Norge gick i en personalunion med Danmark 1536) blev katedralskolorna latinskolor, och varje köpstad skulle ha sådan skola.
1736 blev lästräning obligatoriskt för alla barn, men beslutet blev inte verkställt förrän flera år senare. 
1827 introducerades skolformen "folkeskole" (folkskola). Den norska folkskolan blev obligatoriskt sjuårig från 1889. 1969 började man införa nioårig grundskola, och folkskolan avskaffades. Klass 1–7 heter "barneskole" och klass 8–10 heter "ungdomsskole".